# Leptosphaeria peruviana
Leptosphaeria peruviana är en svampart som beskrevs av Speg. 1881. Leptosphaeria peruviana ingår i släktet Leptosphaeria och familjen Leptosphaeriaceae.   Inga underarter finns listade i Catalogue of Life.